# Elionor de la Marca
 Elionor de Borbó-La Marca  (Burlada, 7 de setembre de 1407 - ¿? 1464).
Noble francesa, filla de Jaume II de La Marca i de Beatriu d'Evreux, i neta de rei Carles III el Noble.
A la mort d'aquest el 1438, ella es va convertir en comtessa de La Marca i comtessa de Castres. El 1429 va contreure matrimoni amb Bernat d'Armanyac i es va convertir en duquessa de Nemours. Va morir el 1464 i va ser succeïda pel seu fill únic Jaume III de la Marca.
| Precedit per: Jaume II de La Marca | Comtessa de La Marca Comtessa de Castres 1438 - 1464 | Succeït per: Jaume III de la Marca |